# Eulophia protearum
Eulophia protearum  (лат.) — вид однодольных растений рода Эулофия (Eulophia) семейства Орхидные (Orchidaceae). Впервые описан немецким ботаником Генрихом Густавом Райхенбахом в 1867 году.

## Распространение и среда обитания
Эндемик Анголы.

## Ботаническое описание
Геофит. Корневище с псевдобульбой.
Листья линейные, опушённые, жилистые.
Соцветие кистевидное, несёт по нескольку цветков жёлтого цвета с красными вкраплениями. Лепестки цветка продолговато-яйцевидной формы, заострённые; губа трёхгранная.